# Dorfkirche Nattwerder

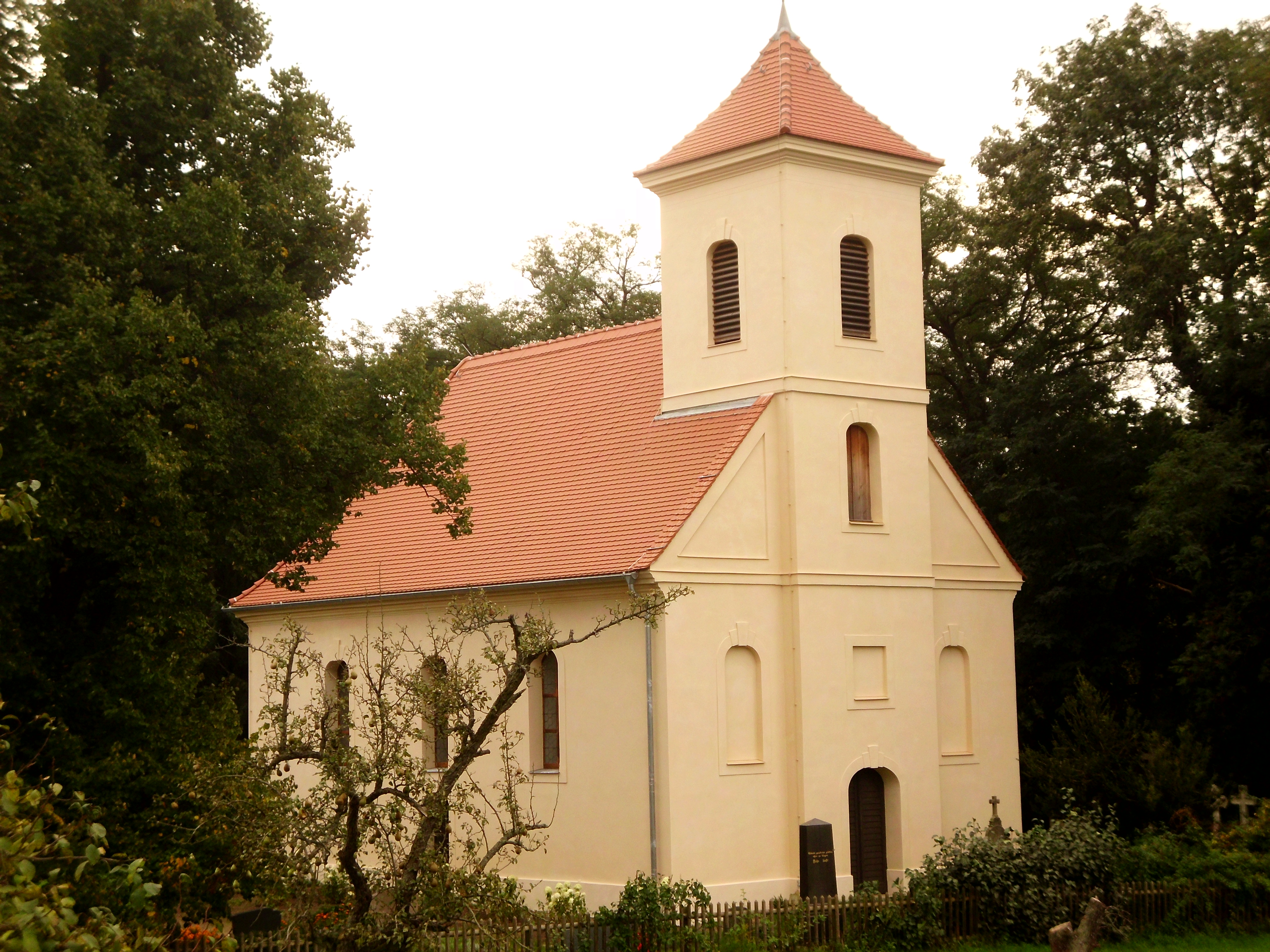
Dorfkirche Nattwerder

Die Dorfkirche Nattwerder  ist ein Kirchengebäude im westlich der Landeshauptstadt Potsdam gelegenen Ortsteil Nattwerder. Die unter Denkmalschutz stehende Kirche gehört zum Pfarrbereich Alt Töplitz im Kirchenkreis Mittelmark-Brandenburg der Evangelischen Kirche Berlin-Brandenburg-schlesische Oberlausitz.

## Lage
Die von dem umzäunten Friedhof umgebene Kirche befindet sich im Südosten des Ortes südlich des Mühlendamms.

## Geschichte
Der Ort Nattwerder entstand 1685 als Kolonistendorf für calvinistische Bauern, die der Große Kurfürst in der Schweiz anwerben ließ. Auf dem Gebiet der „nassen Insel“ siedelten sich vier Landwirtsfamilien an, die zugleich auf kurfürstliche Kosten eine eigene Kirche erhielten. Die Einweihung nahm der reformierte Hofprediger Anton Brusenius am 12. November 1690 vor. Der schlichte Saalbau erhielt 1797 im östlichen Teil des Kirchenschiffs eine zusätzliche Empore und eine dort aufgestellte Orgel. In den 2010er Jahren fanden Wiederherstellungsarbeiten an der zuletzt 1984 restaurierten Kirche statt, die nach dem Verlust des Instruments von 1797 seit 1996 auch wieder über eine Orgel verfügt.

## Architektur und Ausstattung

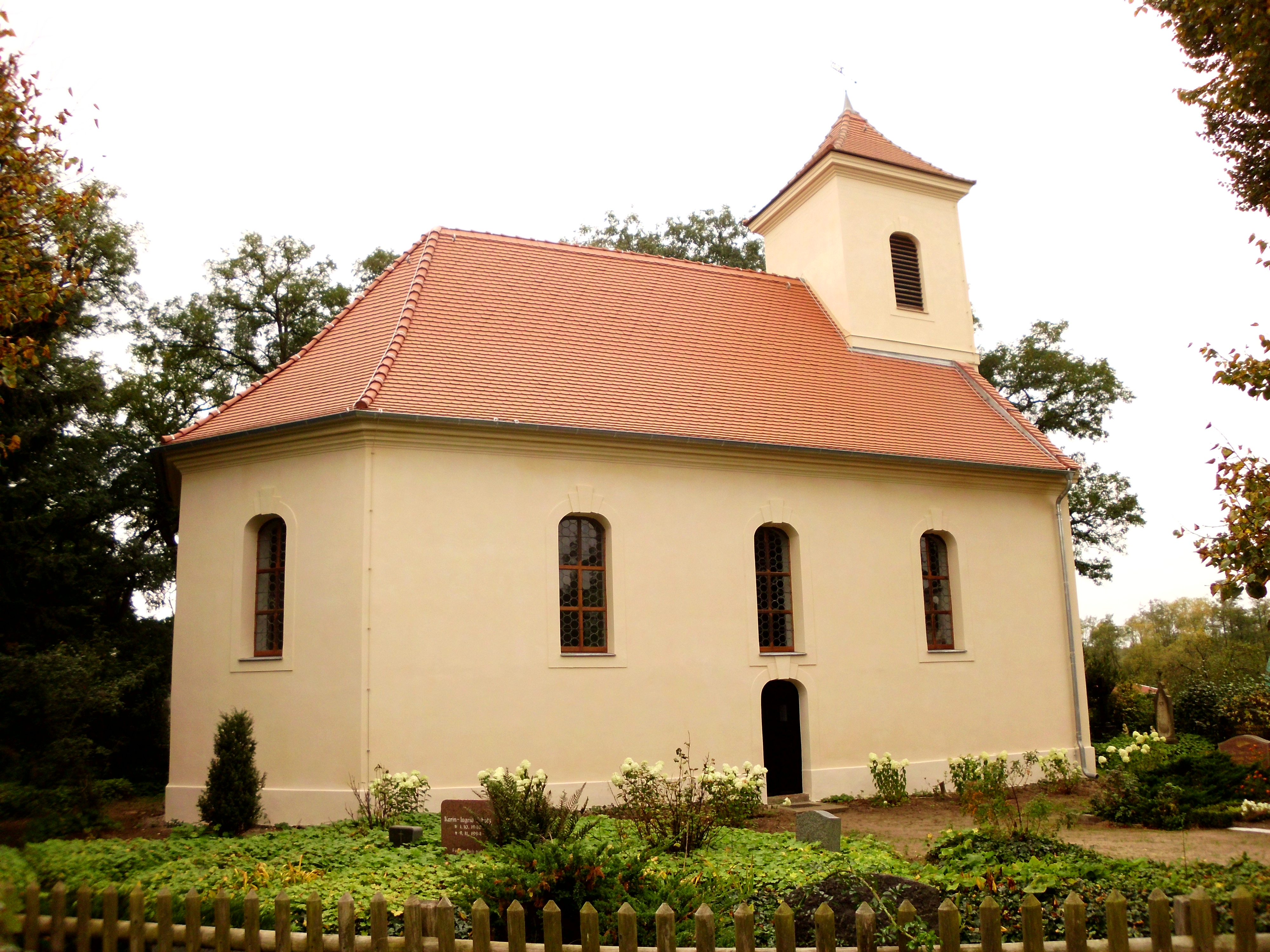
Nordansicht

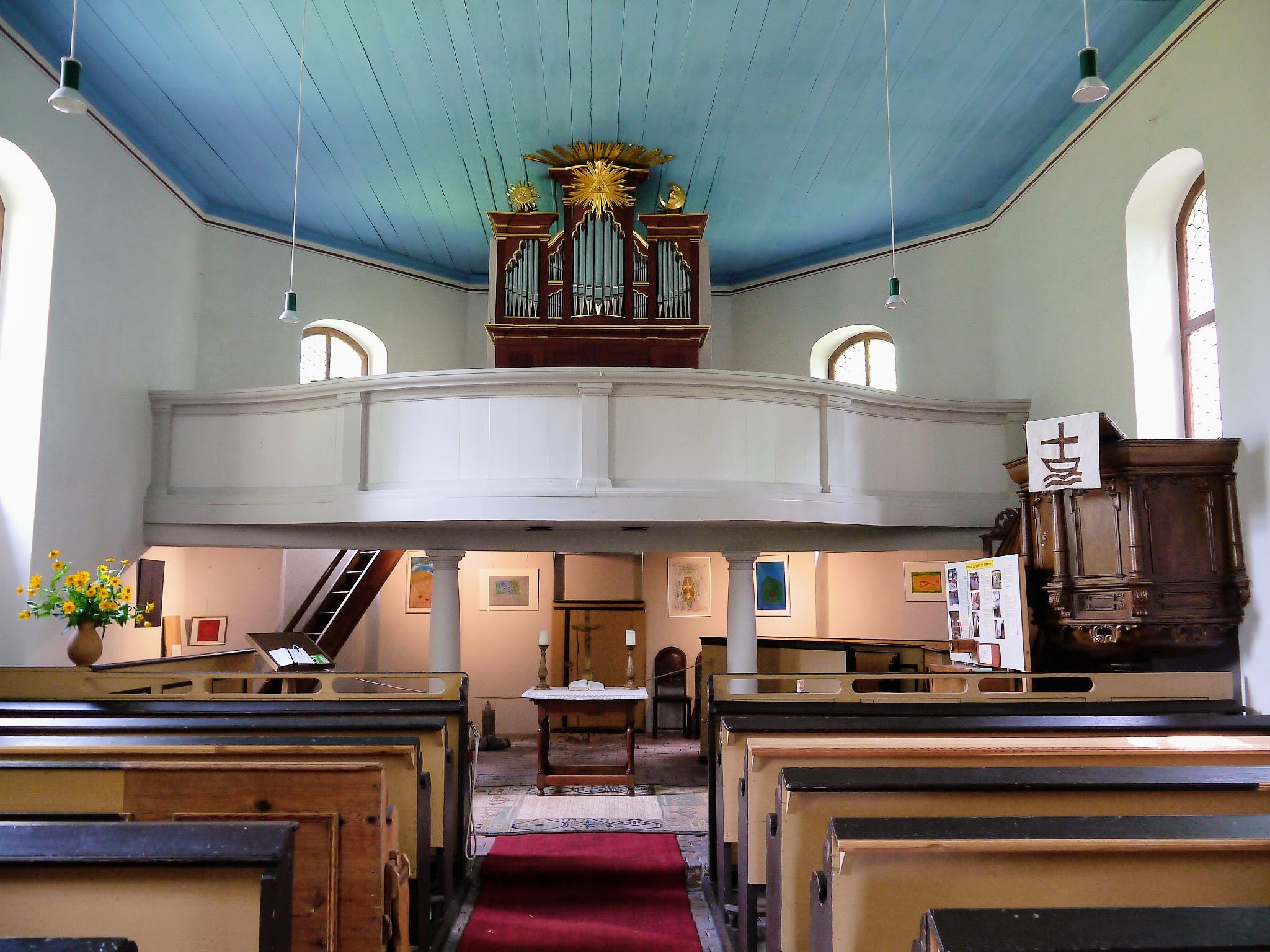
Innenraum (2017)

Die Kirche ist eine barocke Saalkirche mit einfachen Putzfassaden. Ein umlaufender Sockel und das sich an Westgiebel und Turm als Gurtgesims fortsetzende Traufgesims sind neben den Fenstern die einzigen Gliederungselemente. Das dreiseitig geschlossene Kirchenschiff ist im Norden und Süden mit jeweils drei durch einfache Putzfaschen mit dreiteiligen Schlusssteinen gerahmte korbbogige Fenster belichtet. Ebensolche kleinteilig mit runden, bleiverglasten Fenstern versehenen Öffnungen besitzen die drei Wände des Ostabschlusses, während die Westwand links und rechts des Kirchturms durch analog zu den Fenstern gestaltete Blenden gegliedert ist.
Die Gestaltung der Portale unter dem mittleren Fenster der Nordseite und im Erdgeschoss des an der Westfassade risalitartig vorspringenden Turms entspricht den Fensteröffnungen. Der Turm weist über dem Portal eine quadratische gerahmte Blende und oberhalb des Gesimses eine Fensteröffnung auf. Das darüber befindliche, mit einem Zeltdach über profilierter Traufe abgeschossene Freigeschoss besitzt über einem weiteren Gesims Schallöffnungen im Süden, Westen und Norden. Die Wetterfahne trägt die Jahreszahl 1685.
Der mit einer blau gefassten Bretterdecke überspannte helle Innenraum ist im Westen durch den massiven, sich mit Bögen öffnenden Pfeilerunterbau des Turms geprägt. Im Obergeschoss ist er Teil der sich beidseitig bis an die Nord- und Südwand der Kirche erstreckenden Westempore, deren Brüstung mit einer einfachen Kassettierung versehen ist. Unterhalb der Empore sind historische Totenkronenbretter mit den Namen der früh Verstorbenen angebracht.
Die den östlichen Teil des Kirchenraums ausfüllende Empore von 1797 ruht auf zwei toskanischen Holzsäulen. Ihre geschwungene Brüstung ist in vier Felder unterteilt. Darunter steht der als einfacher Tisch gestaltete Altar. An der Südwand des Kirchenraums befindet sich die 1690 geschaffene hölzerne Kanzel, deren polygonalen Korb ein Balusterfuß stützt. Das links und rechts eines Mittelgangs in zwei Blöcken angeordnete Gestühl lässt einen zum Nordportal führenden Gang frei.

## Orgel

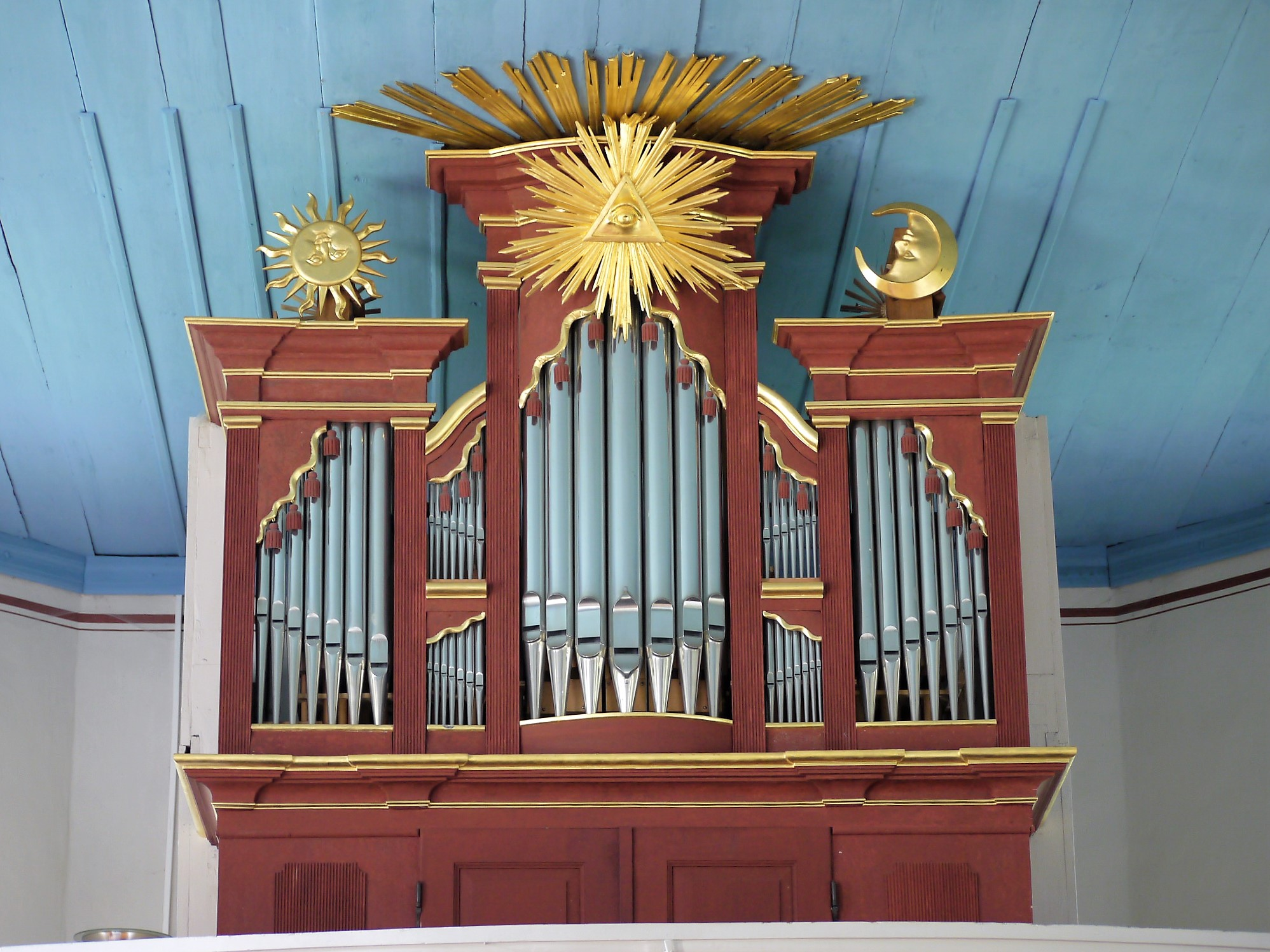
Orgelprospekt

Die ursprüngliche, von Johann Friedrich Starke aus Treuenbrietzen gefertigte Orgel auf der Empore wurde in den Napoleonischen Kriegen 1806 beschädigt. 1812 erfolgte eine erste Instandsetzung durch Carl Hinneberg aus Potsdam, 1845 eine zweite, die Gottlieb Heise vornahm. Die zuletzt von Carl Eduard Gesell 1873 überarbeitete Orgel verlor bedingt durch den Ersten Weltkrieg 1917 ihre Prospektpfeifen aus Zinn, die danach durch Holzattrappen ersetzt wurden.
Das heutige Instrument im 1797 geschaffenen, von einer vergoldeten Strahlenglorie mit dem Auge der Vorsehung bekrönten Gehäuse ist ein Werk der Potsdamer Orgelbauwerkstatt Schuke aus dem Jahr 1996. Es verfügt über acht Register auf einem Manual und Pedal sowie einen Zimbelstern, der die links und rechts auf dem Orgelprospekt angeordnete vergoldete Sonne und Mondsichel in Drehung versetzt. Zwecks manueller Windschöpfung ist auch eine Balgtretanlage vorhanden. Die Disposition lautet:
| I Manual CD–c3 |       |
| Flauto Major   | 8′    |
| Principal      | 4′    |
| Flauto Minor   | 4′    |
| Nassat         | 3′    |
| Octave         | 2′    |
| Octave         | 1′    |
| Mixtur II–III  | 1 ⁄3′ |

| Pedal CD–c1 |     |
| Subbass     | 16′ |

- Koppel: I/P

## Geläut
Das Geläut bilden eine 1701 gegossene, einst als Schulglocke dienende Bronzeglocke und eine Eisenhartgussglocke von 1964. Eine 1677 und damit vor Errichtung der Kirche gefertigte Eisenglocke befindet sich nicht in Nutzung.